# Zbór Kościoła Chrześcijan Dnia Sobotniego w Łodzi
Zbór Kościoła Chrześcijan Dnia Sobotniego w Łodzi – zbór chrześcijan dnia sobotniego w Łodzi, z siedzibą przy ul. Radwańskiej 37.